# Formica accreta
Formica accreta je vrsta mrava u porodici Formicidae.

## Rasprostranjenje
Naseljava Severnu Ameriku.

## Literatura
- Bolton, B. (2016). „Catalogue of the Ants of the World” (PDF). unpublished communication. Архивирано (PDF) из оригинала 2021-12-21. г. Приступљено 2019-07-02.

## Spoljašnje veze
- Медији везани за чланак Formica accreta на Викимедијиној остави